# Panzeria tadzhicorum
Panzeria tadzhicorum là một loài ruồi trong họ Tachinidae.